# Painit

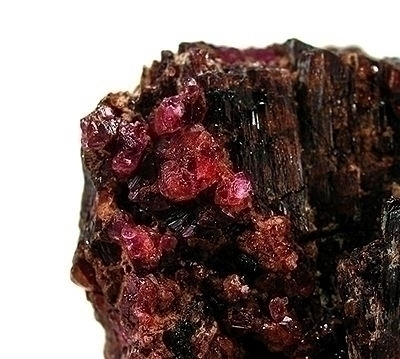

Painite là một khoáng chất rất cứng và cực kì hiếm. Chỉ có khoảng 25 mẫu khoáng vật này được tìm thấy trên toàn thế giới. Painite có công thức phân tử là CaZrAl9O15(BO3). Một số kim loại thường bị lẫn vào khoáng chất này, đặc biệt là sắt làm cho khoáng vật này có màu nâu đỏ giống màu của Topaz. Painite được xem là loại đá hiếm nhất trên hành tinh. Loại đá này có từ màu hồng đậm đến nâu nhưng sẽ có màu sắc khác nhau khi nhìn từ các góc độ khác nhau. Loại đá này  được phát hiện và đặt tên bởi Arthur C.D. Pain vào năm 1950 nhưng tại thời điểm đó không nhiều người biết Painite là gì. Cho tới gần đây, một số tảng đá Painite có kích thước đủ lớn để cắt thành đá quý được phát hiện thì người ta mới chú ý nhiều đến nó. Mặc dù vậy, số lượng Painite trong tự nhiên là cực kì hiếm, điều này lí giải vì sao chỉ 1 gram Painite đã có giá hơn 190 triệu VNĐ.